# Široký Důl
Široký Důl là một làng thuộc huyện Svitavy, vùng Pardubický, Cộng hòa Séc.